# Teresa Nuñez
Teresa Nuñez Laos (ur. 20 marca 1951 w Ica) – peruwiańska siatkarka. Reprezentantka kraju na igrzyskach olimpijskich w Meksyku i Montrealu. Srebrna medalistka igrzysk panamerykańskich w 1967, 1971 i 1975. Wielokrotna medalistka mistrzostw Ameryki Południowej.